# Парламентские выборы во Франции (1951)
Парламентские выборы во Франции 1951 года. На них было избранo второe Национальное собрание Четвертой республики.

## Результаты

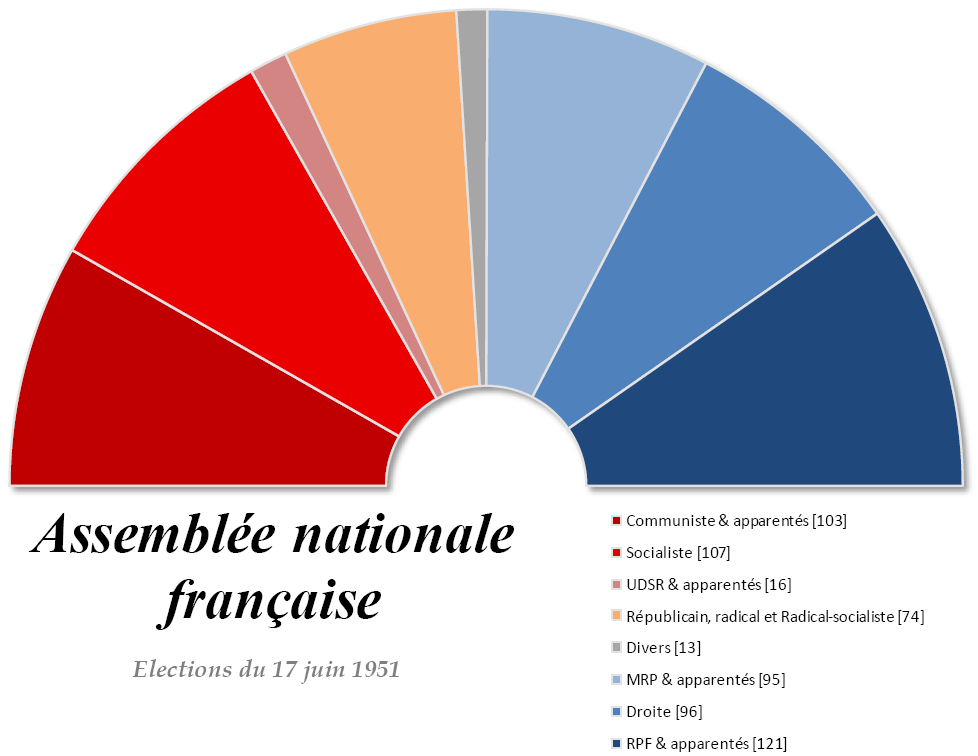
Национальное собрание Франции, 17 июня 1951

| Партия                                                | % голосов | Места |
| ----------------------------------------------------- | --------- | ----- |
| Французская коммунистическая партия (PCF)             | 26.9%     | 101   |
| Объединение французского народа (RPF)                 | 21.6%     | 120   |
| Французская секция Рабочего Интернационала (SFIO)     | 14.6%     | 108   |
| Национальный центр независимых и крестьян (RI, CRAPS) | 14.1%     | 108   |
| Народно-республиканское движение (MRP)                | 12.6%     | 96    |
| Радикальная партия (Radicaux, UDSR)                   | 10.0%     | 95    |
| Прочие                                                | 0.2%      | 0     |
| Всего                                                 | 100%      | 628   |